# Falcon (álbum)
Falcon é o segundo álbum de estúdio da banda britânica de indie rock The Courteeners. Foi lançado em 22 de fevereiro de 2010.

## Faixas
1. "The Opener" - 5:19
2. "Take Over the World" - 3:44
3. "Cross My Heart & Hope to Fly" - 4:01
4. "You Overdid It Doll" - 4:09
5. "Lullaby" - 4:09
6. "Good Times Are Calling" - 3:15
7. "The Rest of the World Has Gone Home" - 3:27
8. "Sycophant" - 4:31
9. "Cameo Brooch" - 4:20
10. "Scratch Your Name Upon My Lips" - 4:29
11. "Last of the Ladies" - 3:25
12. "Will It Be This Way Forever?" - 4:39

CD bônus
1. "Revolver"
2. "Bojangles"
3. "You're the Man"
4. "Meanwhile Back at the Ranch"
5. "Forget the Weight of the World"

## Créditos
The Courteeners
- Liam Fray - vocal e guitarra
- Daniel Moores - guitarra
- Mark Cuppello - baixo
- Michael Campbell - bateria

Produção adicional
- Ed Buller - produção
- Lee Slater - engenharia
- Michael Bauer - mixagem (exceto a faixa 2, "Take Over the World")
- Jeremy Wheatley - mixagem em "Take Over the World"
- Adam Payne - teclas e cordas